# الماي (شبين الكوم)
الماي إحدى قرى مركز شبين الكوم التابع لمحافظة المنوفية بجمهورية مصر العربية.

## التاريخ
قرية الماي من القرى القديمة، واسمها الأصلي وقت الفتح الإسلامي لمصر إلمي (بالإنجليزية: Elmi)‏، وقد وردت باسم الميه في أعمال المنوفية ضمن قرى الروك الصلاحي التي أحصاها ابن مماتي في كتاب قوانين الدواوين، كما وردت باسم الميه في أعمال المنوفية ضمن قرى الروك الناصري التي أحصاها ابن الجيعان في كتاب «التحفة السنية بأسماء البلاد المصرية». وفي العصر العثماني كان اسمها في تربيع سنة 933هـ/1527م الذي أجراه الوالي العثماني سليمان باشا الخادم في عصر السلطان العثماني سليمان القانوني الميه ضمن قرى ولاية المنوفية، وفي تاريخ 1228هـ/1813م الذي عدّ قرى مصر بعد المسح الذي قام به محمد علي باشا باسم إلماي ضمن قرى مديرية المنوفية.

## السكان
بلغ عدد سكان الماي 23,663 نسمة، حسب الإحصاء الرسمي لعام 2006.